# Open Gaz de France 2000
L'Open Gaz de France 2000 è stato un torneo di tennis giocato sul sintetico indoor. È stata l'8ª edizione dell'Open Gaz de France, che fa parte della categoria Tier II nell'ambito del WTA Tour 2000. Si è giocato dal 7 al 13 febbraio 2000.

## Campionesse

### Singolare
Nathalie Tauziat ha battuto in finale  Serena Williams con il punteggio di 7–5, 6–2

### Doppio
Julie Halard-Decugis /  Sandrine Testud hanno battuto in finale  Émilie Loit /  Åsa Svensson con il punteggio di 3–6, 6–3, 6–4